# Bonnie Turner
Bonnie Turner (28 agosto 1940) è una sceneggiatrice statunitense, moglie di Terry Turner.

## Filmografia

### Cinema
- Tommy Boy (1995)